# Железняков (бронепоїзд)

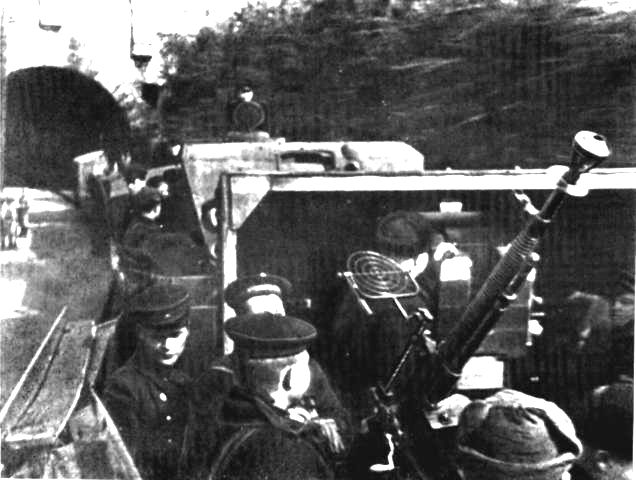
Бронепотяг «Железняков» на вході в тунель. Севастополь. 1942

Бронепоїзд «Железняков» (бронепоїзд № 5) — окремий бронепоїзд (обепо) Приморської армії Севастопольського оборонного району. Бронепотяг оригінальної конструкції побудований 4 листопада 1941 на Севастопольському морському заводі. Брав участь в обороні Севастополя. 27 червня 1942 року завалений в Троїцькому тунелі.

## Історія будівництва, тактико-технічні характеристики
Будівництво бронепоїзда № 5 здійснювалося на Севастопольському морському заводі, який до цього не мав досвіду залізничного машинобудування. Будувався бронепотяг спільно колективами морського заводу і залізничного депо з залученням флотських судноремонтних установ.
Бронепоїзд будувався за оригінальним проектом, який не відповідав жодному, що існував на той час в СРСР. Будівельники бронепотягу підійшли до справи творчо: в бойове формування бронепотягу входили борнепаровоз на базі паровика серії Ов і два відкриті бронемайданчики облаштовані з 60-тонних платформ. При бронюванні бронемайданчиків широко застосувалося електрозварювання для зшивання бронелистів з посиленням їх армованою бетонною заливкою. На бронемайданчиках було встановлено чотири 76-мм морські палубні артилерійські установки, дві з яких були дореволюційного випуску. Пізніше, наприкінці 1941 року одну з старих 76-мм гармат замінили двома новими 100-мм автоматичними артустановками. Крім цього «Железняков» мав один мінометний майданчик з вісьмома 82-мм мінометами (пізніше чотири з них замінені на три 120-мм полкових міномети й три кулемети). Бронемайданчики облаштовувалися п'ятнадцятьма бортовими і зенітними кулеметами. Бронемайданчик № 2 слугував командним і спостережно-далекомірним пунктом, і був оснащений двома зенітними 12,7-мм кулеметами ДШК. Разом з основним паровозом використовувався додатковий, неброньований потужний локомотив.
Бронепоїзд, названий на честь «матроса Железняка» — Железнякова Анатолія Григоровича — «Железняков», був введений в експлуатацію 4 листопада 1941 року. На церемонії здачи був присутній командувач Чорноморським флотом віце-адмірал Октябрський П. С. і члени Військової Ради ЧФ.

## Участь у бойових діях
Перший командир бронепоїзда «Железняков» — капітан Саакян, через місяць, після поранення Саакяна, командування перебрав лейтенант Чайковський. Пізніше бронепоїздом командував інженер-капітан М. Ф. Харченко.
Увечері 6 листопада 1941 року бронепоїзду було поставлене бойове завдання вийти в район Камишловського мосту і обстріляти скупчення ворога біля села Дуванкой (нині Верхньосадове). Наступного ранку бронепоїзд здійснив свій перший залп — обстріляв скупчення ворожої піхоти та придушив батарею на протилежному схилі Бельбекської долини.
Надалі «Железняков» брав активну участь в обороні Севастополя. Тактика дій бронепотяга полягала в тому, що вночі він приховано виводився на визначену позицію, після стрімкого артилерійського та мінометного удару по цілях, заздалегідь розвіданих морською піхотою, потяг швидко, ще до того, як німці встигали пристрілятися артилерією або підняти авіацію, відходив на ділянки, де залізниця проходила у вузьких вирубаних в скелях виїмках, або в тунелі. На позицію перед бронепоїздом завжди виходила дрезина, яка перевіряла стан колії. Для відновлення ушкодженого залізничного полотна до бронепотягу була прикомандирована спеціальна відновна бригада. Використання додаткового неброньованого паровоза збільшувало швидкість маневру.
В ході другого штурму Севастополя, який розпочався 17 грудня, «Железняков» здійснював вогневу підтримку морських піхотинців 8-ї бригади і частин 95-ї стрілецької дивізії. 22 грудня бронепотяг не тільки підтримала своїм вогнем 388-у дивізію, а й сприяв розгортанню 79-ї бригади морської піхоти, а потім здійснив зухвалий наліт на станцію Мекензієві Гори.
Наприкінці 1941 року «Железняков» був відправлений у тил на ремонт. В ході ремонту зазнав змін склад озброєння бронепотягу: одну з старих гармат замінили двома новими автоматичними гарматами, а замість чотирьох 82-міліметрових мінометів встановили три полкових 120-міліметрових і три нових кулемети. В 1941–1942 роках бронепотяг здійснив понад 140 бойових виходів. З 7 січня до 1 березня 1942 року «Железняков» знищив дев'ять дзотів, тринадцять кулеметних гнізд, шість бліндажів, одну важку артилерійську батарею, три літаки, три автомашини, десять возів з вантажем, до 1500 солдатів та офіцерів противника. 15 червня 1942 «Железняков» вступив у бій з колоною німецьких танків, в ході якого підбивши не менше трьох з них.
21 червня радянські війська, що відступали, підірвали всю артилерію і бронетехніку на Північній стороні. Бронепотяг залишився єдиною потужною бойовою одиницею, яка здійснювала обстріли противника в районі Братського кладовища, прикриваючи відхід своїх військ. Щоб не опинитися в оточенні «Железняков» перейшов у Циганський тунель. Під час чергового бомбардування вхід в тунель був завалений, через що 25 червня бронепотяг перебазувався у Троїцький тунель.
26 червня 1942 року група з більш ніж 50 німецьких бомбардувальників завдала потужного удару по Троїцькому тунелю, де базувався «Железняков». В результаті бомбардування в тунелі завалило бронеплатформу № 2 бронепотяга. Другий вихід з тунелю залишався вільним, паровоз вивів вцілілий бронемайданчик. Але 27 червня німецька авіація обрушила останній вихід з тунелю замурувавши бронепотяг.

## «Принц Ойген»
У серпні 1942 року німці розчистили Троїцький тунель для руху поїздів. Використовуючи відновлені бронемайданчики «Железнякова», вони створили з них панцерний потяг «Принц Ойген» (нім. Prinz Eugen), поставивши на нього власні 105-мм гаубиці з переробленими лафетами. «Ойген» брав участь у бойових діях в районі Перекопу, а також на Ішуньських позиціях. У травні 1944, коли радянські війська прорвали німецьку оборону Севастополя на Сапун-горі, бронепотяг був підірваний екіпажем.

## Вшанування пам'яті

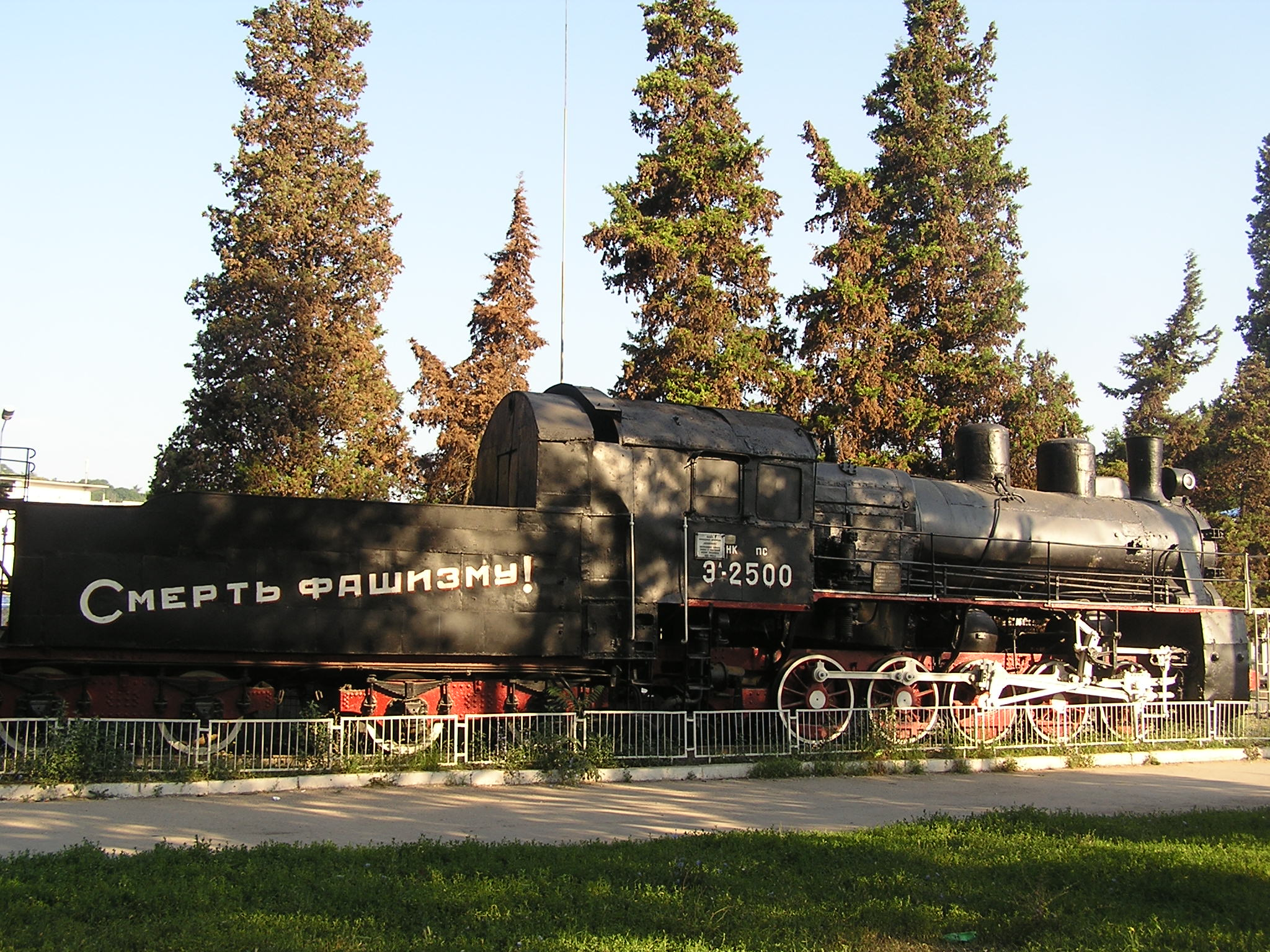
Паровоз-пам'ятник Е^{л}−2500 в Севастополі

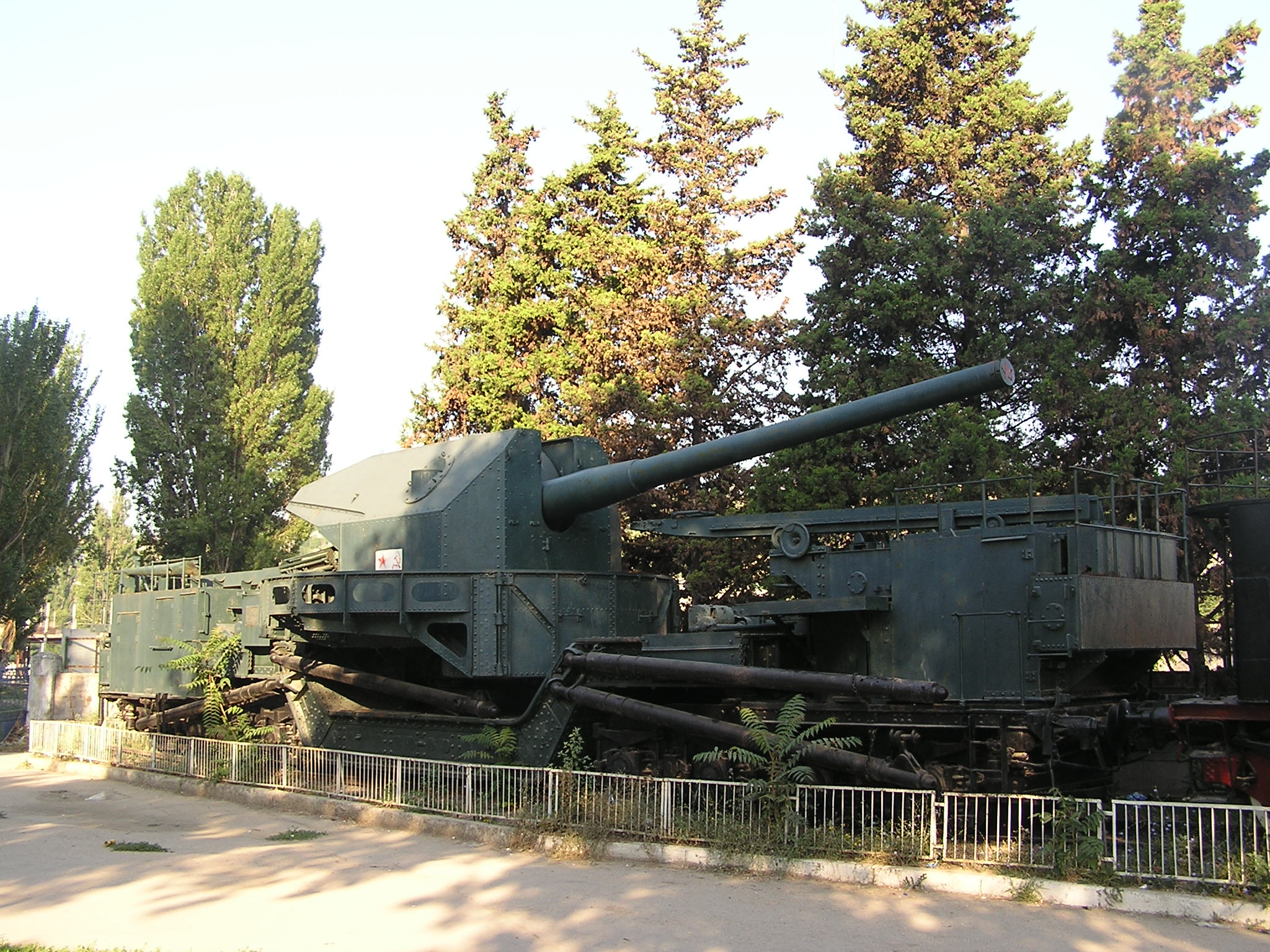
Гарматний транспортер ТМ-1-180 з гарматою Б-1-П

У 1970-х роках в пам'ять про бронепоїзд «Железняков» в парку біля Севастопольського залізничного вокзалу був встановлений однотипний з локомотивом бронепотягу серії Ов паровоз Ел−2500. На локомотив не стали наносити камуфляжну розмальовку, пофарбувавши його чорним лаком. На тендері відтворили напис «Смерть фашизму», що прикрашала борта бронепоїзда.
У 1990-х до паровоза був причеплений гарматний транспортер ТМ-1-180 з гарматою Б-1-П калібу 180 мм. Транспортер відіграє символічну роль і не має прямого відношення до «Железнякова». Один транспортер ТМ-1-180 дійсно використовувався під час оборони Севастополя, але не в складі бойового формування бронепотягу. Основне їх застосування було на Ленінградському фронті.